# Bajomi István
Bajomi István (Bajoni; ? 15. század közepe körül – 1512 vége) püspök, diplomata.

## Életrajza
Pontos születési helye és ideje nem ismert, valamikor a 15. század közepe táján született. Családja a Sartivánvecse nemzetségből származott, melynek fészke a bihar megyei Bajom község és vár volt, az ág is innen vette előnevét. Apja Bajomi István volt, aki Hunyadi János, majd Vitéz János szolgálatában állt.
Bajomi István Vitéz János környezetében nőtt fel. Egyetemi tanulmányait a ferrarai és bolognai egyetemeken végezte, ahonnan mint kész humanista tért vissza Vitéz János udvarába, aki a váradi-, majd Csezmiczei János pedig a pécsi káptalan egy-egy javadalmával jutalmazta iránta való rokonszenvét. 1466-ban Hunyadi Mátyás oldalán titkári teendőket teljesít, e tisztségében két alkalommal is: 1467 és 1469-ben is Rómában és Florenzben járt követségben. Az utóbbiból visszajövet mint pápai követ szerepelt Mátyás királynál, a Frangepánok érdekében. 
Másik útja alkalmával szeptember 11-én a pápától jogot nyert arra, hogy egyszerre több javadalmat élvezhessen; ez útról csak a következő, 1470. évben tért vissza Velencén keresztül hazájába. Egy római vadászkalandját Janus Pannonius is megörökítette. 1467-től pécsi kanonok, 1476-ban pedig esztergomi, majd váci kanonokságot nyert; ezeket a komáromi főesperesség és a sárospataki plébánia javadalmai követték. 1478-ban egy pörös esetben mint a pápai követtől kiküldött bíró szerepelt. 1503-ban Ulászló király a szerémi püspöki székbe emelte őt. Egy év múlva, 1504-ben Thurzó Zsigmond erdélyi püspök lett, s a következő 1505. év elején Bajomi István követte őt a püspöki székben. Meghalt 1512. év végén.[forrás?]

## További irodalom
- Domokos György – Schrödl-Libárdi Karolina 2018: Donato Aretino magyarországi levelei a Modenai Állami Levéltárban. In: Vestigia II, 97, 20. jegyzet
- C. Tóth Norbert 2015: Az esztergomi székeskáptalan a 15. században, Budapest, 120–121
- Libárdi Karolina 2014: Le lettere di Donato Aretino (vicario di Esztergom) all’Archivio di Stato di Modena. Piliscsaba, Szakdolgozat, PPKE BTK
- Magyar Katolikus Lexikon
- Fraknói Vilmos 1898: Mátyás király magyar diplomatái. Budapest (1898-1899 Századok)